# ريو هيرادو
ريو هيرادو (باليابانية: 平出 涼) (مواليد 18 يوليو 1991)، هو لاعب كرة قدم ياباني سابق كان يلعب كمدافع.

## وصلات خارجية
- ريو هيرادو على موقع رابطة كرة القدم اليابانية للمحترفين (اليابانية)
- ريو هيرادو على موقع قاعدة بيانات كرة القدم.إي يو (الإنجليزية)
- ريو هيرادو على موقع Soccerway.com (الإنجليزية)
- ريو هيرادو على موقع عالم كرة القدم.نت (الإنجليزية)